# UTC+10
UTC+10 je vremenska zona koja se koristi:

## Kao standardno vrijeme (cijele godine)
- Australija (AEST - Australsko istočno standardno vrijeme)
  - Queensland
- Mikronezija
  - Chuuk, Yap i okolna područja
- Papua Nova Gvineja
- SAD (Vremenska zona Chamorro)
  -  Guam (teritorija)
  -  Sjevernomarijanski Otoci (commonwealth)

## Južna hemisfera -  kao standardno vrijeme (zima)
- Australija} (AEST—Australsko istočno standardno vrijeme)
  - Teritorij australskog glavnog grada
  - Novi Južni Wales (osim Broken Hilla i Otoka Lorda Howea)
  - Tasmanija
  - Victoria

## Sjeverna hemisfera - kao standardno vrijeme (zima)
- Rusija
  - Primorski kraj   (uključujući Vladivostok)
  - Sahalin
  - Habarovski kraj
  - Jakutska (centralni dio)

## Sjeverna hemisfera - kao ljetno vrijeme
- Rusija
  - Amurska oblast
  - Čitska oblast
  - Jakutska (zapadni dio, uključujući Jakutsk)

## Vanjske poveznice
- Gradovi u vremenskoj zoni UTC+10